# Les Mordus de Paris
Pour plus de détails, voir Fiche technique et Distribution.
Les Mordus de Paris est un film français réalisé par Pierre Armand et sorti en 1965.

## Fiche technique
- Titre : Les Mordus de Paris
- Réalisation : Pierre Armand
- Conseiller technique : Jean Bastia
- Scénario et dialogues : Pierre Armand
- Photographie : Charles-Henri Montel
- Musique : Hubert Degex
- Montage : Georges Arnstam
- Sociétés de production : H.V.L. Productions - Lux Compagnie cinématographique de France
- Pays de production :  France
- Durée : 86 minutes
- Date de sortie : France - 31 mai 1965
- Affiches : Gilbert Allard, Jouineau Bourduge (France)

## Distribution
- Jean Richard : M. Durand
- Jacques Morel
- Pierre Doris
- Florence Blot
- Jeanne Fusier-Gir
- Robert Arnoux
- Jany Clair
- Noël Roquevert
- Micheline Dax
- Jean Tissier
- Mathilde Casadesus
- Yves Barsacq
- Nono Zammit
- Louisette Rousseau